# 福島暢啓
福島 暢啓（ふくしま のぶひろ、1987年2月6日 - ）は、毎日放送（MBS）のアナウンサー。出演番組によっては、福島のぶひろという名義を用いている。
毎日放送を含むJNN・JRN加盟局の優秀なアナウンサーを表彰するアノンシスト賞で、入社初年度の2011年度に「テレビ・フリートーク部門」、2019年度に「ラジオ・読みナレーション部門」で優秀賞を受賞。宮崎県宮崎市の出身で、入社11年目の2022年3月10日には、同県から「みやざき大使」を委嘱されている。

## 来歴
日向学院中学校・高等学校から龍谷大学文学部へ進学。幼少期から放送の歴史に興味があったことから、「宮崎県には地上波の民放テレビ局が2局しかない」という理由で、キャンパスが京都市に所在する龍谷大学への進学を決めたという。ちなみに、高校時代は放送部に所属。また、中学校時代の同級生に紗栄子がいる。
落語が好きな実父の影響で、小学生の頃から、『真打ち競演』『上方演芸会』『浪曲十八番』（いずれもNHKラジオ第1放送）などの番組で演芸に親しんでいた、大学時代は、落語研究会に所属。「きぬ乃家じん丹」という芸名で落語やウクレレ漫談を披露していたほか、一時は落語研究会の会長を務めた。また、大学の先輩と漫才コンビ「志ん茶」を結成。2007年・2009年に出場したM-1グランプリでは、いずれも準決勝にまで進んでいた。ちなみに、「志ん茶」としての十八番は若本規夫の声帯模写である。
龍谷大学への在学中は国語の研究者を志していて、大学院文学研究科の日本語日本文学専攻へ進学していたが、本人曰く「学術論文の執筆で（自分の）限界を感じた」との理由で研究者への道を断念。修士論文の執筆に向けて就職活動を早く切り上げる必要があったことから、かねてから興味を持ち続けていた放送業界へ進路を変更した。進路の変更に際しては、佐々木俊尚が著した『2011年 新聞・テレビ消滅』（文春新書）を読んだことも影響していて、「『自分が何とかせねば』『少しでも力になりたい』と考えるようになった」という。
大学院修了後の2011年4月に、毎日放送へ入社。同局では前年（2010年）に新卒向けのアナウンサー試験を実施しておらず、本人も元々番組制作を希望していたこともあって一般職で採用された。入社の時点では営業局への配属が予定されていたが、入社後の人事面談で「NHKラジオ第1放送ならではの（ニュース番組で時折聞かれる）ペーパーノイズ（アナウンサーがニュースの原稿用紙を手でめくる音）や、生ワイド番組の合間に定時ニュースをはさむ編成が好き」と言ったことをきっかけに、当時の人事部長からアナウンサーになることを打診された。本人もこの打診を快諾したことから、人事部長は同期入社の加藤康裕（当時のアナウンス部長）に福島を推薦。当時のアナウンス室が人員不足に見舞われていたことも相まって、通常のアナウンサー職採用者よりも長くアナウンス研修を受けることを条件に、アナウンス室へ配属された。アナウンサーとしての同期は、2011年2月に東海ラジオ放送からの中途採用で入社していた福本晋悟（現在は毎日放送報道情報局の記者）で、自身のアナウンス研修期間中（7月25日 - 8月31日）には『ちちんぷいぷい』（毎日放送）の夏季限定企画「ハッピーアワーたいそう2011」に「体操のお兄さん」として日替わりで出演していた。
2011年10月から、テレビ・ラジオ番組へのレギュラー出演を開始。『ちちんぷいぷい』月曜日のリポーターや、『MBSうたぐみ Smile×Songs』（MBSラジオ、以下『うたぐみ』と略記、2014年3月で終了）のパートナーとを務めたほか、『ちちんぷいぷい』では「未来の花束（同年11月2日に発売された番組完全プロデュースのシングル曲）キャンペーン隊」に"幸せの黄色いジョーロ君1号"というキャラクターで参加していた。さらに、JNN・JRN系列局の優秀なアナウンサーを毎年表彰する「アノンシスト賞」では、上記の経緯でアナウンサーとしての本格デビューが遅れたにもかかわらず、入社1年目（2011年度）に「テレビ・フリートーク部門」で優秀賞を受賞している。
2012年4月7日からは、MBSテレビ制作・TBS系列の全国ネット番組『知っとこ!』に、「情報プレゼンター」という肩書で出演。9年間アシスタントを担当してきた上司・高井美紀の後任として、全国ネット番組では初めてのレギュラーを務めた。後継番組の『サタデープラス』にも、開始から2年半弱が経過した2017年8月から2020年3月まで「情報プレゼンター」、2023年10月から「ひたすら試してランキング」（MC陣の1人で後輩アナウンサーの 清水麻椰が検証ロケに携わっている看板企画）のナレーターをレギュラーで担当。
2015年4月から2017年12月までは、昭和歌謡以外のジャンルの楽曲も扱う深夜の音楽番組『MBS SONG TOWN』（MBSテレビ）のMCを担当。同年10月には、同番組で共演する三戸なつめと共に、「+music」（毎日放送が音楽を主体に展開するテレビ・ラジオ・イベント連動型キャンペーン）のナビゲーターに起用された。その一方で、2017年8月の世界陸上ロンドン大会では、毎日放送を代表してロンドンへ派遣。『ちちんぷいぷい』『サタデープラス』『せやねん!』（MBSテレビが土曜日に関西ローカルで生放送の情報番組）向けの取材や生中継リポートを任されていた。
ラジオパーソナリティとしては、2015年度の下半期から『福島のぶひろの、どうぞお構いなく。』（2016年度から2019年度まで通年で放送）、2017年度からナイターオフ期間限定で『次は〜新福島!』シリーズを担当。2018年度の『次は～新福島!』内で放送（2019年度に『あどりぶラヂオ』で再び放送された）「ある男の物語」（モノローグ方式のラジオドラマ）が高く評価されたことから、2019年度アノンシスト賞の「ラジオ・フリートーク部門」で優秀賞を受賞している。2019年10月からは、自身の氏名をタイトルに冠した生ワイド番組（『福島のぶひろの、金曜でいいんじゃない?』→『福島のぶひろの  いんじゃない?』）のパーソナリティを毎週金曜日の夕方に担当。その一方で、『次は〜新福島!』の放送期間中からは、他局のラジオ番組にも相次いで出演している（詳細後述）。2018年10月7日には、夏季休暇に入る安住紳一郎（TBSテレビアナウンサー）からの指名がきっかけで、『安住紳一郎の日曜天国』（TBSラジオの関東ローカル番組）のパーソナリティを代行した。なお、「新日本放送」時代の1959年3月1日からテレビ放送事業とラジオ放送事業を兼営してきた毎日放送は、2021年4月1日付でラジオ放送事業を「株式会社MBSラジオ」へ移管。毎日放送は移管を機にテレビ単営局へ移行したが、福島はアナウンス職のまま同社の総合編成局（移管を機に新設）へ在籍する一方で、株式会社MBSラジオが制作・放送する番組にも「MBSアナウンサー」として出演している。
テレビでは、2021年4月10日から2022年3月26日まで『土曜のよんチャンTV』（3時間の関西ローカル向け生放送番組）のMCを担当。ラジオでは前述のように多数の冠番組を担当しているが、テレビ番組のMCをレギュラーで任されることは初めてであった。2021年度以降は『次は～新福島!』が下半期に編成されていないが、2021年の10月から『THE TIME,』（TBSテレビの制作で安住が月 - 木曜日・香川照之→江藤愛が金曜日の総合司会を務める平日早朝の生放送番組）が始まったことを機に、番組内の「列島リアルタイム中継」で近畿広域圏・徳島県担当キャスターとして全国ネットの番組へ再び登場。全国ネット向けのテレビ番組には、TBSテレビが制作する連続ドラマ（「日曜劇場」枠の作品）やスペシャルドラマにも、2014年度から随時出演している（詳細後述）。

## 人物・エピソード

### 人物像
名前の「暢啓」は先輩アナウンサーの上田崇順（入社から7年ほどは「上田たかゆき」をマイクネームにしていた）ほど難読ではないものの、浄土真宗信徒が多い関西の土地柄故「ちょうけい」と読まれやすいことから、定時ニュースや『THE TIME,』の氏名クレジットには「のぶひろ」とルビが振られている。
テレビ出演時は黒やチャコールグレーのスーツに白ワイシャツ、臙脂の無地ネクタイ着用が基本で、夏場は柄や色のついた半袖ワイシャツも着用するが、カジュアルな服装を披露することは皆無に等しい。

### 趣味
「生粋のテレビマニア」と呼ばれるほど、NHKの教養番組や、昭和時代のアーカイブ映像を幼少期から好んで視聴。MBS（毎日放送）へ入社してからは、本人曰く「アナクロ映像」（時代錯誤に見えるほどにまで昭和時代の雰囲気や演出を緻密に再現した映像作品）や、そのような作品のクリエイターにも高い関心を示している。
現に、2020年に制作された『MBSニュースライン』（フィルムエストTVとのコラボレーションによる架空のYouTube向けニュース動画）には、ニュースキャスター（本人）役で登場（詳細後述）。『THE TIME,』の放送開始（2021年10月）に際しては、「何らかの方法で番組を盛り上げて欲しい」という社内からの要望を受けて、「列島リアルタイム中継」（MBS制作分）を1分46秒で告知する動画をSNS向けに制作した。この動画には、昭和30年代にも存在した建物を背景に撮影するなど、サラリーマンを主役に据えた当時の東宝映画を彷彿とさせる演出が施されている。
また、『あどりぶラヂオ』（MBSラジオ）の開始当初に「福島暢啓の辞書さんぽ♪」という冠コーナーを担当するほど、学生時代から複数の国語辞典を愛用。龍谷大学では、日本語の研究に取り組んだ。毎日放送入社後の2018年には、『コトノハ図鑑』（同局アナウンサー室の企画によって当時放送されていたMBSテレビの番組）のパイロット版（5月11日深夜放送分）向けに、岩波書店の辞書編集部を先輩アナウンサー・松川浩子とのコンビで取材。2019年には、岩波書店の依頼で初めて執筆したエッセイ「愛しの『国語辞典』様」が、月刊誌『図書』の12月号に掲載された。
「愛しの『国語辞典』様」は、日本文芸家協会が編纂した『ベスト・エッセイ2020』（光村図書出版）へ全文にわたって転載されたほか、2024年に暮しの手帖社からの依頼で『暮しの手帖』6 – 7月号向けのエッセイを執筆することにもつながった。このエッセイのタイトルは『筆者と呼ばれて』で、同僚アナウンサー（詳細不明）の娘が通う学習塾の模擬試験の問題文に「愛しの『国語辞典』様」の一節が使われていたことも、執筆のきっかけになったという。
さらに、藤山一郎や第二次世界大戦以前の歌謡曲を少年時代から愛聴。筆ペンで絵を描くことも得意で、MBSテレビでのレギュラー番組（『らくごのお時間』『ちちんぷいぷい』など）や毎日放送主催のイベントでも、作品を随時公開。2015年1月には自身初の個展が「空色画房」（大阪市北区）で開かれたほか、2020年12月17日に三才ブックスから発売された『必聴ラジオ2021』では、表紙のイラストの描画を初めて任されている。
本人曰く「珈琲をあまり飲めず、プライベートでも喫茶店をあまり利用していない」とのことだが、X（twitter）の個人アカウントには「架空の喫茶店のマッチ箱」のデザイン画像を2021年から随時公開。「わたしのカフェと純喫茶」をテーマに据えた同年刊行の『SAVVY』（京阪神エルマガジン社の月刊誌）9月号では、「架空の喫茶店のマッチ箱」に関する特集記事が、実際のデザイン画像や本人のインタビューと合わせて掲載された。

### 「ラジオ博愛主義」
ラジオパーソナリティとしては、「ラジオ博愛主義」というテーマを掲げながら、やきそばかおる（日本国内のラジオ事情に詳しいフリーライター）や「おじさんの友だち」と称する（毎日放送以外の放送局で活動する自身より10歳以上先輩の）アナウンサー・パーソナリティ（高校の先輩に当たる中国放送アナウンサーの横山雄二など）と積極的に交流。このような交流が、『安住紳一郎の日曜天国』でのパーソナリティ代理や、『石井亮次と福島暢啓のフダンギダンギ。』（CBCテレビ出身のフリーアナウンサー・石井亮次と共同でパーソナリティを務めるMBSラジオの生放送番組）のレギュラー化などに発展している。自身より52歳年上（1935年1月の出生）で、毎日放送（ラジオ）→MBSラジオの番組パーソナリティを50年以上務めている浜村淳（映画評論家・司会者）とも、昭和歌謡への造詣の深さなどを背景に同局の番組やイベントで共演することが多い。
2019年9月6日（金曜日）には、MBSラジオの特別番組『9月6日はMBSラジオの日 ～ 飛びだせ!PR大作戦～』（10:30 - 17:43に生放送）の12時台後半に、「福島暢啓!MBSちゃプラステージでPR大作戦!」という企画で街頭演説風のPRに挑戦。大物政治家や「ハズキルーペ」のテレビCMにおける渡辺謙を連想させる口調で、ラジオ全体やMBSラジオの魅力を8分27秒間にわたって力説する模様が、「ちゃぷらステージ」（毎日放送本社M館1階のオープンスペース）からの公開生中継方式で放送されていた。この演説は、収録音源を用いたRadiotalkからの無料配信やレギュラー番組内での再放送に発展するなど、ラジオ業界の関係者を中心に大きな反響を呼んだ。
『福島のぶひろの、金曜でいいんじゃない?』では、大阪市内に所在する他県（福島県など）の大阪事務所を随時取材したうえで、後日の生放送で報告している。そのような活動がきっかけで、2023年度から長崎県松浦市の「松浦アジフライ大使」を務めるなど、出身地の宮崎県以外でも複数の団体から「大使」に任命されている。

### アマチュア漫才コンビ「ヤングタウン」での活動
毎日放送入社後の2018年からは、三遊亭とむ（毎日放送→MBSラジオの『ヤングタウン日曜日』で2014年1月から共演している落語家）との漫才コンビ「ヤングタウン」を通じて、在阪他局（朝日放送テレビ）が主催する「M-1グランプリ」への挑戦を再開している。再開後は、2018年と2022年に3回戦で敗退したものの、とむが五代目円楽一門会の真打への昇進を機に高座名を「錦笑亭満堂」に改めた2023年には準々決勝へ進出。満堂とは毎日放送社外の番組やイベントでもたびたび共演していて、2023年の「三遊亭とむ 改メ 錦笑亭満堂 真打昇進披露興行」ツアーで漫才を披露したことがあるほか、千穐楽に当たる「満堂フェスin日本武道館」（2024年1月21日）で田口万莉（松竹芸能所属のタレントで『ヤングタウン日曜日』のアシスタント）と共に司会と進行を任された。さらに2024年には、アナウンサーとしての活動と並行しながら、「ヤングタウン」としての漫才ツアーを神戸新開地・喜楽館（神戸市）、大須演芸場（名古屋市）、浅草東洋館（東京都）で順次開催。ツアー中には「新ネタ」も披露していたが、このネタで臨んだ「M-1グランプリ」では3度目の3回戦敗退に至っている。

## 出演番組・作品

### 現在
- MBSニュース（テレビ・ラジオとも不定期、宿直勤務も随時担当）
  - テレビでは2015年10月以降、 担当アナウンサーの氏名を紹介するテロップに、（一時期を除いて）名前の「暢啓」の上に「のぶひろ」という読み仮名を表示している。
  - 2017 - 2020年度のナイターオフ期間は、『次は〜新福島!』シリーズのパーソナリティとしての活動を優先するため、緊急時を除いてほとんど担当しなかった[30]。

毎日放送が在阪局でいち早く国際連合の「SDGメディア・コンパクト」へ参加していることを背景に、テレビ・ラジオ兼営局時代の2020年10月からは、国際連合が定める「SDGs17の目標」を啓発するアナウンサー企画にも参加している。
「SDGsのススメ」（2020年10月19日から2021年3月1日まで『ちちんぷいぷい』で毎週月曜日に放送されていたロケ企画）では、11番目の目標（「住み続けられるまちづくりを」）関連の取材を担当。後継番組の『よんチャンTV』（『土曜のよんチャンTV』の母体番組）内で5秒間放送される「みんなでやろう!SDGs」でも、11番目の目標達成に向けた標語紹介のVTRに登場している。

#### テレビ
- よんチャンTV シリーズ（2021年3月29日 - ）
  - 平日版では、「京都のれん探偵」（2024年3月11日まで隔週で月曜日に放送されていたロケコーナー）のリポーターを経て、同月25日から「今昔探偵」（毎週月曜日の生中継企画）のリポーターへ異動。2021年度のみ編成されていた土曜版（『土曜のよんチャンTV』）では、清水麻椰とのコンビでMCを任されるかたわら、ロケ企画のリポーターを兼務していた。
- らくごのお時間（2013年10月27日 - ） - 進行役
- 痛快!明石家電視台 - 2014年から年に1 - 2回放送される「MBSアナウンサー大集合スペシャル」に、アナウンサーの1人として出演。特別企画で進行役を務めることもある。
  - 「MBSアナウンサー26人大集合スペシャル」として2014年4月7日に放送された第1弾では、「M-1グランプリ」の予選でサザエさんの穴子さんのキャラ物真似などを演じた漫才を披露した大学生時代のエピソードを披露したところ、「（司会の）明石家さんまに最もはまっていたアナウンサー」に選ばれ、同席していたレギュラーの村上ショージからの勧めで、出演アナウンサーではただ1人「楽屋トーク」の収録（同月21日放送分）に招かれた[31]。
- サタデープラス
  - 情報プレゼンター：2017年8月19日 - 2020年3月28日
    - 通算100回目に当たる2017年4月8日放送分では、毎日放送の放送対象地域内にある京都市の上空から、ヘリコプターによる生中継リポートを担当[32]。同年の世界陸上ロンドン大会期間中の放送（8月5日・12日放送分）では、ロンドンからの生中継リポートを任されていた。大会終了翌週（8月19日）の放送から、「マルわかり!1週間」（8時台のコーナー）にレギュラーで出演[4]。
    - 2019年4月30日には、当番組および毎日放送を代表して、『生放送!平成最後の日』（TBS制作の全国ネット番組）に出演。平成17年（2005年）にど根性大根が発見された兵庫県相生市（同局の放送対象地域内）からの生中継リポートを担当した。

  - ナレーター：2023年10月7日 - 
    - 前述した「ひたすら試してランキング」以外にも、一部のVTR企画でも担当。
- 住人十色（2020年1月から「訪問者」として随時出演）
  - かねてから好んで視聴していたことに加えて、制作に携わるえむき（MBS企画）のスタッフが2019年の『コトノハ図鑑』で福島による調査ロケを偶然担当していた縁で、毎日放送における2020年1月11日放送分（「堺の新名所!?本当にあった“たまご”の家」）から「訪問者」（リポーター）として取材VTRに登場。同局の現役アナウンサーが「訪問者」に名を連ねる事例は、2017年6月までの同僚だった鈴木健太（同年7月から東京支社のPR部→コンテンツビジネス部へ異動）がアナウンサー時代の2008年度に1回だけ担当して以来で、複数回にわたる担当は初めてである。
  - 毎日放送で前枠に『土曜のよんチャンTV』を組み込んでいた2021年度には、放送週によって2番組連続で登場することがあった。
    - 松尾貴史（番組の開始当初から2024年3月までの男性MC）が肺塞栓症の入院加療に専念していた2021年12月からは、松尾が何らかの事情でスタジオ収録へ参加できない場合にMC（本人のポジション）を代行している。
- THE TIME,（TBSテレビの制作によるJNN28局ネットの生放送番組、2021年10月1日 - ）
  - 「列島リアルタイム中継」の近畿広域圏・徳島県担当キャスターとして、初回放送から出演。
  - 『THE TIME, #0』（TBSテレビの制作・JNN加盟27局の制作協力による『THE TIME,』の事前番組）にも、TBSと一部のネット局による同時ネットで放送の「前編」（2021年9月18日放送分、毎日放送では編成上の事情から同月23日に遅れネットで放送）で、毎日放送本社M館玄関前からの中継を通じて安住・香川とのクロストークに参加。この放送まで一切公表していなかった自身の結婚を、安住から「結婚祝を多めに出した」という表現で暴露される一幕もあった[33]。
    - 毎日放送では、『朝から4チャン THE TIME,』（「前編」のダイジェスト映像に福島の紹介映像を加えた事前番組）を独自に制作。TBSや一部のネット局が「後編」を放送していた2021年9月26日の15:00 - 15:30に、関西ローカルで放送した。

  - 2022年3月26日にTBSテレビ系列で放送された『オールスター感謝祭2022年春』（TBSテレビ制作の特別番組）には、「列島リアルタイム中継」のキャスターを代表して若狭敬一（CBCテレビアナウンサー）と共に「JNN系列局×感謝祭 全国生中継クイズ」へ出演。福島は、当日に最終回を迎えた『土曜のよんチャンTV』の本番を終えてから、西川きよし・遠藤章造（ココリコ）と共に東寺の境内（京都市）からクイズを出題した。
    - 毎日放送の現職アナウンサーが『オールスター感謝祭』の生放送へ登場した事例は、野村啓司（2008年6月に定年退職→2024年3月に75歳で逝去）が『すてきな出逢い いい朝8時』（『知っとこ!』『サタデープラス』の前身番組で西川が初期にアシスタントを担当）の進行役を務めていた1991年に、10月5日放送の『オールスター感謝祭'91超豪華!クイズ決定版この秋お待たせ特大号』でクイズの解答者（毎日放送アナウンサー代表）としてTBS放送センター内のスタジオへ出演して以来2人目である。
      - 『オールスター感謝祭』には、「2022年秋」「2023年春」「2023年秋」でも、関西地方からの生中継クイズ企画へ西川と揃って出演。「2024年春」の生放送（2024年4月6日）に際しては、運動全般が苦手であることを自認しているにもかかわらず、看板企画の「赤坂5丁目ミニマラソン」へ初めて参加した[34]。 「赤坂5丁目ミニマラソン」には、「2024年秋」（10月5日）にも錦笑亭満堂と揃って出場。

  - 毎日放送が2024年6月24日（月曜日）から7月12日（金曜日）まで午前6時台に40分間編成していた「よんチャンTVモーニング in THE TIME,」（『よんチャンTV』から派生した3週間限定の関西ローカルパート）では、木曜日（6月27日・7月4日・7月11日）の「旬を届ける関西列島中継」でリポートを担当。大阪府泉佐野市からの生中継に出演していた7月4日には、この企画の放送後（午前7時台）に、同じ中継先から全国ネット向けの「列島リアルタイム中継」に登場した。
- TOKIOテラス（ナレーター）
  - 2023年3月までの月1回放送時代は他のアナウンサーとの月替わり、同年5月6日に毎週の放送へ移行してからはレギュラーで担当。

#### ラジオ
- ヤングタウン日曜日（2014年1月 - ）
  - 2014年1月末で毎日放送を退社（後にフリーアナウンサーへ転身）した先輩アナウンサー・吉竹史の後任アシスタントとしてレギュラー出演。2017年12月31日（日曜日）に放送された『MBSヤングタウン 50年クロニクル』（『MBSヤングタウン』シリーズの放送開始50周年記念特別番組）では、スタジオ進行を任された。
  - 三遊亭とむ（現在の錦笑亭満堂）が毎月最終日曜日放送分（『ヤングタウン日曜日 B面』）のパーソナリティに抜擢された2020年4月改編からは、『B面』限定でアシスタントを務めている。
- 毎日カルチャースペシャル ラジオウォーク（2017年 - ）
- 福島のぶひろの、金曜でいいんじゃない?（2019年10月4日 - 、2021年10月8日から「夕方もポチっとMラジ」の金曜枠へ編入→2024年4月5日から『福島のぶひろの　いんじゃない?』に改題）
  - 毎日放送への入社後初めて、平日の夕方にレギュラーで放送される生ワイド番組のパーソナリティを担当。パートナーは先輩アナウンサー（元・アナウンス部長）の関岡香で、福島の「初鳴き」（アナウンサーとしてのデビューの場）であった葬儀社のラジオCMや、『どうぞお構いなく。』でも共演している。
  - 『次は〜新福島!』放送期間中の2018年から新春特別番組（毎年1月1日か2日に生放送）のパーソナリティも任されていることから、2020年以降は新春特別番組と連動した関岡へのプロデュース企画も主導。同年には撮り下ろし写真を用いた「関岡香カレンダー」の製作、2021年には関岡の「アイドルデビュー」（関岡の歌唱による『法話が届くお年頃』というオリジナル曲の作詞やジャケット画像の制作）に携わった（当該項で詳述）。
- 石井亮次と福島暢啓のフダンギダンギ。
  - 『次は〜新福島!』からの派生番組で、2021年4月から『MBSマンデースペシャル』枠を中心に、2ヶ月に1回のペースで放送。2021年11月4日（木曜日）の17:54 - 20:00に編成された2時間スペシャルでは、岩崎弘志（南日本放送アナウンサーで当時は『THE TIME,』内「列島リアルタイム中継」の鹿児島県担当キャスターを兼務）をゲストに迎えたことから、同局との相互ネット方式で生放送を実施した。
- コトノハ（不定期で出演）
  - 「コトノハ」（言葉）にこだわった毎日放送アナウンサー室制作の事前収録番組で、2021年10月4日から毎週月曜日（2023年9月25日までは21:45 - 22:00 → 同年10月2日以降は21:30 - 21:45）に放送。
- 空飛ぶ劇場ラヂオ（2023年11月6日 - ）
  - 毎日放送グループが2024年3月からJPタワー大阪内で運営する「SkyシアターMBS」のPRを兼ねた（演劇を含む）ライブパフォーマンス作品の情報番組で、『コトノハ』の直後（毎週月曜日の21:45 - 22:00） に放送。『ちちんぷいぷい』などの制作に長年携わってきた村田元（「SkyシアターMBS」初代支配人）や、後輩の女性アナウンサー（主に前田春香）と並んでパーソナリティを務めている。
  - 村田からは、この番組の開始と前後して、SkyシアターMBSの「アンバサダー」を委嘱されている。
- 浜村淳の歌の宝石箱（2024年5月5日 - ）
  - 本来のパートナーである関岡が、アナウンス職のまま2024年5月1日付で「シニアスタッフ」（毎日放送の嘱託社員）へ移行することに伴う慰労休暇を取得したことを受けて、パートナーを代行。関岡が「シニアスタッフ」として出演を再開してからも、昭和歌謡に特化した回で、関岡に代わってパートナーを務めている。

#### YouTube
- MBSアナウンサー公式YouTubeチャンネル「ウラオモテレビ」
  - 毎日放送総合編成局アナウンスセンターでの業務の一環として制作されているYouTubeチャンネルで、動画の企画・編集をとりまとめるプロデューサーを務めている[35]。その関係で、CBCテレビで同様にYouTubeチャンネルの運営を担当している柳沢彩美とは頻繁に連絡を取り合う仲で、柳沢から「師匠」と呼ばれている[36]。

#### ポッドキャスト
- 錦笑亭満堂・福島のぶひろのMBSヤングタウンPodcast（2024年4月1日から毎週月曜日の18:00に配信）
  - 満堂との漫才コンビ「ヤングタウン」としての活動の一環で、『ヤングタウン日曜日　B面』からの派生番組として開始。毎月最終週の配信分では、前日に放送済みの『B面』のアーカイブ音源を用いている[29]。

### 過去

#### テレビ
- ちちんぷいぷい（2011年7月25日 - 2021年3月10日）
  - 2011年には、7月25日 - 8月31日に「ハッピーアワーたいそう2011・体操のお兄さん」として出演した後に、10月から11月8日まで「月曜生中継」のリポーターを務めた。
  - 2011年11月15日から2014年3月24日までは、月曜日のVTRロケコーナー「福島暢啓のお初にございます」を担当。2012年11月には、「リアル世界くん」のリポーターとして、海外取材に赴いていた。
  - 2014年4月からは、出演日を毎週金曜日に変更。かねてから関心のある日本各地の歌碑の存在が世間で忘れ去られようとしていることを背景に、「歌碑ものがたり」というVTRロケ企画を提案したうえで、自らリポーターと進行役を務めていた。「歌碑ものがたり」を隔週金曜日に放送していた2014年10月から2015年3月までは、同コーナーを放送しない週に、「金曜ピカピカ生中継」のリポーターを担当。毎週放送が復活した2015年4月以降も、曜日を問わず、他の企画で出演することがあった。
  - 2015年には、山崎製パンとのコラボレーション企画で、「コッペパン　苺のゼリー入りクリーム&つぶあん」（同年11月24日から2016年1月31日まで関西地方限定で発売）のプロデュースを手掛けた。
  - 2016年以降の金曜日では、前田阿希子（当時の先輩アナウンサーでアシスタント）が休演する場合に、全編のアシスタント代理と「歌碑ものがたり」の進行役を兼ねることがある[37]。その一方で、2017年3月10日からは、「おおきくなったら なにになりたい?」（一時放送されていた児童へのVTRインタビューコーナー）[38]のナレーターを担当。また、同月31日で「歌碑ものがたり」が不定期の放送へ移行したため、翌週（4月7日）から2017年9月29日までは派生企画の「駅メロものがたり」でもリポーターを務めていた。
  - 2017年には、毎日放送への入社時点から体重が10kg以上増加したことを背景に、金曜以外の曜日でメインコーナーの「☆印」向けにヨガの体験ロケ取材を随時担当。同年8月の世界陸上ロンドン大会取材では、「忍者ハシットリくん」という忍者風のキャラクターに扮しながら、取材で印象に残った人物や風景を描いたペン画を生中継のたびに披露していた。
  - 2017年9月時点のレギュラー出演者で唯一の宮崎県出身者であることから、宮崎放送による同年10月からの同時ネット開始に際しては、宮崎県内・同県向けのPR活動にも終了する2020年3月まで随時携わっていた。
  - 2017年10月改編からは、出演曜日を月曜日に戻したうえで、「全国酒場紀行　わかっちゃいるけどやめられない!」（15時台の前半に新設されたコーナー）のリポーターを村上ショージ・那須晃行（なすなかにし）と交互に務めていた[4]。同コーナーが11月6日放送分で終了したことを機に、他のレギュラー番組との兼ね合いから、不定期の出演へ移行。
  - 2018年1月から2020年3月までは、水曜日のVTRロケコーナー「駅前シャッターチャンス」で、前川清か水谷千重子が出演する場合にロケへ同行していた。
  - 2019年12月2日（月曜日）には、月・火曜日MC山中真の海外取材に伴って月 - 水曜アシスタントの松川（いずれも先輩アナウンサー）がMC代理を務めたことから、アシスタント代理として全編に出演。さらに、月曜日のロケコーナー「ヤマヒロの人生初○○」でヤマヒロ（前任MCの山本浩之）がカラオケ（機器の採点機能）で100点の獲得を目指す企画に挑んだことから、「音楽好きのアナウンサー」という触れ込みでこのロケに参加した模様が同コーナーで放送された。
  - 「駅前シャッターチャンス」の放送と宮崎放送での同時ネットが終了した2020年4月改編以降は、演歌・歌謡曲系の歌手がゲストとして歌を披露する場合の進行役（前口上）や、「SDGsのススメ」「へぇ～のコトノハ」（後述）などの取材リポートなどで随時出演。『金曜でいいんじゃない?』の担当日であった2021年3月12日（金曜日）で番組自体が終了することを受けて、前川がスタジオへ出演していた同月10日（水曜日）の「フィナーレウィーク」第3日に、「ありがとうのうた」（前川とET-KINGによるコラボレーションメドレー企画）の進行役として最後の出演を果たした。
- 大阪マラソン2011 走り出した情熱のランナー（2011年10月30日、第1回大阪マラソンの生中継を兼ねた特別番組） - 恵比須交差点（24.3km地点）からのリポーターとして、スポーツ中継に初出演。
- 大阪100年まち物語リポーター（2012年4月 - 2013年3月、日曜日の深夜に月1回放送）教授役・浅越ゴエの「助手」という設定で随時出演。（吉本百年物語の関連番組）
- 新春落語 あけまし亭（2012年1月1日・2日、司会）- 米朝事務所所属の落語家が古典落語を披露する新春特別番組で、入社後初めて演芸番組の司会を担当。
- 西日本横断生放送スペシャル　どうにもとまらない2013（2013年1月1日、近畿地方担当リポーター）- 毎日放送・山陽放送・中国放送・RKB毎日放送による共同制作番組
- 歌ネタ王決定戦2013（2013年5月19日）- 生放送による毎日放送制作の特別番組で、中部日本放送でも同時ネット。
- ごぶごぶ「MBS若手アナウンサー 茶屋町めぐり」（2014年2月4日）
  - 同僚アナウンサーの福本・豊崎由里絵と共に、毎日放送の本社がある大阪市北区茶屋町の有名スポットを紹介する回の2人目として出演。当時MCだった浜田雅功・東野幸治にアナウンサーらしからぬところを突っ込まれた。さらに、十八番の1つである「青い山脈」の歌唱を披露したところ、出だしで浜田に頭を叩かれた。
- ケンゴロー
  - 前番組の『ごぶごぶ』に続いて浜田がレギュラーで出演していた番組で、アシスタントを務める後輩アナウンサーの玉巻映美と共に、「MBSアナウンサースペシャル・後編」（2017年1月24日放送分）のロケへ登場。行きつけのレコードバーに浜田を案内したうえで、趣味の一つとして、江戸時代に著された古文書を現代の日本語に訳していることを明かした[39]。
- MBS開局65周年記念特別番組　「アートの日」アーッと驚く!カンサ偉ジン博覧会（2017年3月25日、関西ローカルで11:58 - 16:00に生放送） 
  - 「天童よしみvsスーパーキッズ　新旧・神童コラボ」[40]のMCや、「アートな看板　今昔ウラ話」（事前に収録された桂ざこばとのロケ企画）のリポーターを担当。事前収録企画の「MC似顔絵チャレンジ」では、『MBS SONG TOWN』のMCとして、三戸と共に自身の似顔絵を披露した。
- つづくさんのどようだよ(^^)（2017年9月23日・30日、宮崎放送） - 同局での『ちちんぷいぷい』同時ネット開始を控えての大阪ロケに案内役で同行。
- MBS SONG TOWN（2015年4月23日 - 2017年12月22日）- MC
- ならピ!（奈良県文化会館 → やまと郡山城ホールで2013年から年に1回開催されていたピアノコンサート）
  - 第1回から2017年の第5回公演まで担当してきた先輩アナウンサー・西靖の後任として、2018年の第6回公演から、公演の司会やダイジェスト番組の進行を担当。
- ミント!
  - 2019年8月22日から毎週木曜日の17時台に放送されていた「辻憲のBUZZ Report」（報道局の辻憲太郎解説委員が進行する検証取材企画）でナレーターを担当。『おうちにいようよ（→あしたのために） ちちんぷいぷい&ミント!』（新型コロナウイルスへの感染拡大防止策の一環で2020年4月20日から5月29日まで編成）では同コーナーが放送されないため、「コロナが変える世界　アマビエニュース」（特別企画）の木曜分でナレーターを務めていた。2020年6月の放送再開後は、2021年3月の番組終了まで、「ナゼトキ」（全曜日で放送される調査取材企画）木曜分のナレーションに専念。
- コトノハ図鑑→「へぇ～のコトノハ」（不定期）
  - 所属する毎日放送アナウンサー室の企画で、2018年7月から2020年3月まで『コトノハ図鑑』（事前収録のレギュラー番組）として放送された後に、2020年4月から2021年3月まで「へぇ～のコトノハ」（『ちちんぷいぷい』月・水曜日→水曜日のレギュラーコーナー「へぇ～のコトノハ」）へ移行。
  - アナウンサー室の中でも「コトノハ」（言葉）への造詣がとりわけ深いことから、全期間を通じて頻繁に出演していたほか、自身の提案・リポートによる調査企画も随時放送。『コトノハ図鑑』の初期には、本編に登場しない代わりに、「ことじい」（アニメーションで描かれるキャラクター）の声（VTRナレーター）で出演することがあった。
- バズ★ナイトナマー! - ナレーター
- アインシュタインの愛シタイン - ナレーター
- ロンブー淳の居座り。
  - 2016年11月12日から不定期で放送されていたの収録番組[41]で、田村淳（ロンドンブーツ1号2号）のアシスタントとして、山中と交互に「居座り先」（ロケ先）へ同行。
- ジャニーズWESTの激ハネ!BoooooooRN!（2019年1月25日から毎月第3金曜日の24:20 - 25:20に放送[41]）ナレーター
- 追悼　笑福亭仁鶴さん～天国ってどんなんかなー～（2021年8月24日、司会）
  - 2021年8月17日に84歳で永眠した仁鶴を追悼した事前収録番組で、土曜日の午後（13:54 - 14:30）に放送。本来はこの時間帯に放送している『土曜のよんチャンTV』が2020東京パラリンピックの男子車いすバスケットボール競技・予選リーグ中継（TBSテレビの制作で全国ネット向けに生放送）との兼ね合いで休止を決めていたところに、仁鶴の訃報が入ったことから急遽編成された。
- 発掘!アーカイブ探検隊（2022年11月13日から月に1 - 2回のペースで日曜日の深夜＜月曜日の未明＞に放送）
  - 毎日放送本社内の映像ライブラリーに収蔵されている放送済み映像の記録メディアから、視聴者のリクエストなどを基に厳選した映像に解説を付けた再放送番組で、後輩アナウンサーの海渡未来（2022年入社）を相手に解説役を担当。ただし、毎回登場するとは限らず、取り上げる番組によっては別のアナウンサー（放送開始の時点でアナウンスセンター長を兼務している西靖など）が出演することもあった。

以下はいずれも、MBSテレビ制作の全国ネット番組。
- 知っとこ!（2012年4月7日 - 2015年3月28日、情報プレゼンター）
  - 毎日放送への入社後初めて、MBSテレビ制作の全国ネット番組にレギュラーで出演。
- 笑福亭鶴瓶のすわるテレビ（2015年12月21日、アシスタント）

#### ラジオ
- MBSたびぐみ とっておき旅ラジオ（2012年2月、2回にわたってリポーターとして出演）
- スムルースの月極うたぐみ（2012年3月2日） - 番組内で放送されたラジオドラマに主演
- MBSサンデースペシャル「春の福島暢啓まつり」（2012年4月1日）- 毎日放送への入社後初めての冠番組
- MBSうたぐみ Smile×Songs月曜日パートナー（2012年4月9日 - 2014年3月24日、2011年10月から2012年4月2日までは火曜日を担当）- 毎回の本番終了後には、「平成の雪舟」と称して、自筆のペン画を公式サイトで披露していた。
- こんちわコンちゃんお昼ですょ!（2012年9月13日） - メインパーソナリティ・近藤光史の夏季休暇に伴う特別企画として放送された「関岡香の朗読の時間」で、上司の関岡、パーソナリティ代理の笑福亭銀瓶とともに朗読を披露。
- 福島暢啓の昭和歌謡でしょ!（2012年10月 - 2014年3月30日）- 河島あみると共にパーソナリティを担当。
- 福島暢啓 歌の朝市（2014年4月5日 - 2016年3月26日、毎週土曜日5:00 - 5:15） - 『福島暢啓の昭和歌謡でしょ!』の後継番組。単独でパーソナリティを務めていた。
- お正月だよ歌バトル 浜村淳VS福島アナ（2014年1月1日）
- 河田直也&桜井一枝のうきうき土曜リクエスト - メインパーソナリティを務める先輩アナウンサーの河田がスタジオへ出演できない場合に、「六男」という設定でパーソナリティ代理を担当[42]。
- ありがとう浜村淳です土曜日です - コーナーレギュラー・西川きよしの代役として出演。
- めざせ賞金5万円　MBSラジオ演芸ヤングスネーク杯 - 第1回～第3回司会
  - 『笑い飯の金曜（→ 月曜）お楽しみアワー』から派生した芸歴5年以内の芸人が対象のお笑いコンテストで、2013年1月6日に『MBSサンデースペシャル』枠で第1回を実施して以降、年に数回独立番組（または特別番組への内包企画）として放送。
- 上泉雄一のええなぁ!（2015年4月2日 - 2018年3月） - 他の同僚アナウンサーと交互に、「知ってええなぁ!ちなみNEWS」（16:00前後）の進行を担当。
  - 2016年3月まで水曜日、2017年9月までは木曜日、2017年10月からは当時放送されていた金曜日に不定期で出演。木曜日へ出演した時期には、「発令!テンション下がる注意報」（木曜日16時台）の進行役も務めていた。
  - 先輩アナウンサーでもある上泉雄一の夏季休暇中には、『福島暢啓のええなぁ!』というタイトルで、全編にわたってパーソナリティ代理を務めることがあった[43]。ちなみに、『福島のぶひろの、金曜でいいんじゃない?』では、2015年4月から2019年9月27日まで編成されていた金曜日の放送枠を継承している。
- 福島のぶひろの、どうぞお構いなく。（2015年10月 - 2020年3月21日）パーソナリティ
  - 2018年からは、「MBSラジオ 真夏のヒットパレード～昭和歌謡は永遠に～」（毎年8月下旬に大阪市内で開かれる音楽イベント）で野村啓司（毎日放送出身のフリーアナウンサー）と共同で司会を担当。2019年までは、開催直近の放送日に『野村啓司の懐メロ♪ジュークボックス』（前枠で放送されていた野村の冠番組）との間でコラボレーション企画を実施していた関係で、同番組にもゲスト扱いで出演していた。
- スマラジw金曜日「ナジャとアナの虹色レインボー」（2016年11月11日、パートナー）
- 次は〜新福島!シリーズ（2017 - 2020年度のナイターオフ番組）パーソナリティ
  - 2018年からは、正月三が日（基本として1月1日）に生放送で編成される新春特別番組のパーソナリティも担当。『次は〜新福島!』シリーズが編成されていない2021年度以降も、『金曜でいいんじゃない?』をベースに放送を続けている（2021年のみ1月2日に編成）。
- あどりぶラヂオ（不定期）
  - 2018年4月12日放送分から、「辞書さんぽ」（金曜日の事前収録コーナー）を担当。2018年6月22日放送分からは、『次は〜新福島!』シリーズが編成されないナイターイン期間（プロ野球シーズン）を中心に、全編のパーソナリティも随時務めていた。
- MBSヨル隊　ナジャ・グランディーバのレツゴーフライデー（2017年12月8日） - 『虹色レインボー』の後継番組で、「ナジャじゃジャーナル」（18時台）のキャスターを担当。
- かけましておめでとう!歌と笑いのドえらいやんラプソディ（2019年1月2日の10:30 - 17:35に生放送の新春特別番組）
- MBSヨル隊 笑い飯哲夫のニュースシャワー
  - 『次は〜新福島!』シリーズ木曜分の前枠番組で、笑い飯哲夫に代わって先輩アナウンサーの大吉洋平がパーソナリティを務めた2019年2月14日放送分に出演。
- 9月6日はMBSラジオの日 ～飛びだせ!PR大作戦～（2019年9月6日） - 前述した「福島暢啓!MBSちゃプラステージでPR大作戦!」以外の企画にも出演
- 福島のぶひろのお花見ラジオ（2020年4月7日の18:00 - 20:00に生放送）
- 福島のぶひろの歌詞研究会（2020年7月5日 - 9月27日）
  - 『ヤングタウン日曜日』直前の放送枠（基本として21:30 - 22:00）に編成されたため、毎月最終日曜日には、放送上2番組連続で出演。番組名にちなんで、「主任研究員」という肩書を用いていた。
  - 2021年10月8日から、『金曜でいいんじゃない?』の17時台前半で「歌詞三昧」というコーナーとして事実上復活。2022年9月以降は16:30頃に放送されている。
- 地方創生プログラム ONE-J（TBSラジオ制作・JRN32局[44]同時ネットの生放送番組）
  - 2021年6月27日放送分の「ローカルレコメンド」（電話によるネット各局からのリポートコーナー）に、MBSラジオ担当分のリポートで出演[45]。この時に本仮屋ユイカ（パーソナリティの1人）とトークを展開していたことを背景に、当時本仮屋とのコンビでパーソナリティを務めていた斉藤慎二（ジャングルポケット）が月1回行われる他局での仕事のために休演した2023年4月30日放送分で、斉藤に代わってパーソナリティを務めた[46]。
  - 2024年4月7日放送分から『ONE-J』へ改題するとともに、ネット局に所属するアナウンサーが第5週以外の週に2週交代でパートナーを務める体制へ移行することを受けて、同日（前述した「赤坂5丁目ミニマラソン」への参加翌日）と翌週（14日放送分）に「パートナー」として本仮屋と再びTBSラジオのスタジオで共演している。さらに、「ヤングタウン」の漫才ツアーが同年8月31日に浅草東洋館で催されたことを受けて、翌9月1日放送分の「9時の純喫茶」（9時台前半のゲストコーナー）に錦笑亭満堂と揃って出演。
- MBSマンデースペシャル「福島のぶひろの、おもろいが生まれた日」（2023年4月24日）
  - 新日本放送の初代放送部長などを歴任した小谷正一が日本のラジオ・エンタテインメント・イベント業界に残した功績を、開局当初のアーカイブ音源や再現ドラマなどを交えながら、かねてから自身の冠番組（『金曜でいいんじゃない?』『フダンギダンギ。』など）でゲストに招いている阪田マリン（昭和レトロやラジオ番組を愛好する女性アーティスト）と共に紹介。
- 福島のぶひろの大新年会！おめでとう日本！～10年目スペシャル～（2025年1月1日の10：00～16：00に生放送）
  - 松浦アジフライ揚げ初め、満堂ブックセンター、小林克也さんのインタビューなど盛りだくさんの内容でNHKラジオ第1『ラジオで始まる2025 あけましてラジオ100年おめでとう！』と同時生放送も行われた。
- 宮崎カーフェリープレゼンツ　福島のぶひろと西寄ひがしの居酒屋「ろっこう」もいんじゃない？(2025年2月2日)　
  - 福島アナと西寄ひがしが宮崎カーフェリー「ろっこう」の船内で海や宮崎県などに関するトークと曲を放送。

以下はいずれも、パーソナリティ代理やゲストとして出演した他局制作の番組。
- 福島暢啓の日曜天国（TBSラジオ、2018年10月7日）
  - 安住紳一郎から「関西でナンバーワンのアナウンサー」「アナウンサーとしての将来性がナンバーワン」という評価を受けていることを背景に、番組タイトルを『安住紳一郎の日曜天国』から『福島暢啓の日曜天国』へ改めたうえでパーソナリティ代理を担当[23][47]。
- ごごラジ!（NHKラジオ第1放送、2019年1月7日）
  - 「（『次は～新福島!』『どうぞお構いなく。』のレギュラー出演者で大学時代の先輩に当たる）信宗啓太（松竹芸能所属のお笑いコンビ「よふかしイエロー」のメンバー）の顔が（『ごごラジ!』パーソナリティの）神門光太朗（担当時点ではNHKラジオセンターのアナウンサー）に似ている」という趣旨のメッセージが2018年度の『次は～新福島!』で取り上げられたことをきっかけに、月曜日14時台の「みんなでラジオ愛を語ろう」へゲスト出演[48]。
- ドッキリ!ハッキリ!三代澤康司です（朝日放送ラジオ、2019年3月26日）
  - パーソナリティの三代澤康司（同日時点では朝日放送テレビアナウンサー）が『次は〜新福島!第2章=芽生え=』2019年2月28日放送分にゲストで出演した縁で、「今日のスペッシャル!」（10時台後半）「みよちゃんのなごみたいむ」「話のひきだし」（いずれも11時台後半）にゲストで登場。当日は火曜日であることから、当日の『次は〜新福島!』内でも出演前後の模様を紹介した。
- 伊藤史隆のラジオノオト（朝日放送ラジオ、2020年2月28日）
  - 『 - 金曜でいいんじゃない?』に続いて『もうちょっと、いいんじゃない?』（ナイターオフ期間限定の生放送番組）に17:59まで出演していたため、「ようこそ、ラジオノオトへ」（本来は火 - 木曜日に放送されているコーナーの特別版として19:43 - 20:35に編成）へのみ、「スペシャルパートナー」として登場した。
- 錦笑亭満堂のオールナイトニッポン0（ニッポン放送、2023年12月2日）- ゲスト[49]

#### テレビドラマ
- 月曜名作劇場「みなと署落とし物係 秘密捜査官 危険な二人」[50]（毎日放送制作・全国ネットのスペシャルドラマ、2017年3月6日）
  - 『ちちんぷいぷい』のスタジオセットや字幕を利用した架空の情報番組『JMN NEWS』の司会役で出演。浜村淳がコメンテーター役を務めた。
- LEADERS2（TBSテレビ制作・全国ネットのスペシャルドラマ、2017年3月26日）
  - 『ちちんぷいぷい』経由でエキストラとして出演を打診されたことから、大阪でのロケに参加。「昭和10年代の自動車工場に勤務する職人」という役で、10秒間登場した。

以下はいずれも、TBSテレビ制作の「日曜劇場」枠で放送された全国ネット向けの連続ドラマ。
- ルーズヴェルト・ゲーム 第1話（2014年4月27日）- アナウンサー役で出演
- 流星ワゴン 第1話（2015年1月18日）
- ブラックペアン 第4話（2018年5月13日）- 『サタデープラス』の「情報プレゼンター」として、ロケ現場を取材した際にカメオ出演[51]。
- アトムの童 - 制作局ではない毎日放送へ勤務しているにもかかわらず、複数回にわたって登場。短いシーンながら登場のたびに役柄が異なることから、登場回の放送に際しては、自身のtwitter個人アカウントから視聴者に対して「『ウォーリーを探せ』の要領で（登場のシーンを）探してみて下さい」と呼び掛けていた[52]。
  - 第1話（2022年10月16日）- プロゲーマー「JINTAN」役[53]
    - 龍谷大学の落語研究会で「きぬ乃家じん丹」という高座名を名乗っていたほか、放送時点での『福島のぶひろの、金曜でいいんじゃない?』には森下仁丹（高座名の由来にもなった「仁丹」の製造・発売元）が一部のコーナーのスポンサーに付いているが、本人によれば「『JINTAN』（じんたん）という役名は自分からの要望ではなく、撮影現場へ出向いた際にスタッフからいきなり提案された」とのことである。

  - 第2話（2022年10月23日）- ゲームイベントの司会者役[54]
  - 第5話（2022年11月13日）- 「SAGAS」（架空のインターネット検索サービス会社）の社長・興津晃彦（演：オダギリジョー）へのインタビュアー役。他の出演番組では常用している眼鏡を掛けずに登場した[55]。

#### ラジオドラマ
- 空想労働シリーズ サラリーマン　第4話（2023年9月12日、RKBラジオ） - 御社弊社A 役[56]

#### 映画
いずれも毎日放送が製作に出資した実写映画で、毎日放送代表のエキストラとして出演。
- 図書館戦争（東宝の製作で2013年4月27日劇場公開の第1作）
- 祈りの幕が下りる時（東宝の製作で2018年1月27日に劇場公開） 
  - 毎日放送とCBCテレビが共同で出資していた作品で、石井亮次（公開の時点ではCBCテレビのアナウンサー）と共にエキストラとして出演。その縁から、2017年11月15日（水曜日）放送分の『次は〜新福島!』では、かつてCBCラジオの番組パーソナリティでもあった石井が「ラジオ博愛主義～パイセンがやってきた」（ラジオ各局のパーソナリティ経験者をゲストに迎えるコーナー）に登場した。
- 閉鎖病棟 -それぞれの朝-（東映の製作で2019年11月1日に劇場公開）
  - 柏木宏之（当時の先輩アナウンサー）・関岡と共に、エキストラとして出演。公開2日前（2019年10月30日＝水曜日）の『次は～新福島!=第3章・構築と解体=』では、柏木・関岡とは別に自身が出演したシーンで登場するメインキャストの笑福亭鶴瓶、キャストの1人である坂東龍汰に、本業が映画評論家である浜村を加えたスペシャルトーク企画を事前収録で放送した。

#### YouTube
- フィルムエストTV「『MBSニュースライン』タピオカ抜き注文殺到問題」（2020年に撮影・制作された報道番組風のコラボレーション動画）
  - 昭和時代のアーカイブ映像や「アナクロ映像」（詳細前述）への関心が高いことに加えて、メンバーの1人である「にしい」（神戸市出身のテレビ朝日映像社員）とかねてから交流があることなども背景に、「『タピオカ抜きのタピオカミルクティー』への注文が殺到している問題」（昭和50年代に発生したことを想定した架空のニュース）を伝える『MBSニュースライン』（架空の番組）のキャスター（本人）役で出演[14]。「フィルムエストTV」の公式チャンネルで2021年1月から公開を始めたところ、2024年5月までの時点で100万回以上にわたって再生されている。
  - MBS（毎日放送）でも、2021年1月27日に「ちゃぷらステージ」（本社M館1階）で開催された「水曜ロードショー」（にしいと共演したYouTube向けのライブ配信イベント）を皮切りに、「MBSアナウンサー公式チャンネル　ウラオモテレビ」で公開している[57]。
- 空想労働シリーズ サラリーマン「昭和の特撮ヒーロー「サラリーマン」予告編」（2023年9月29日） - ナレーター[58][59]
  - フィルムエストTVとRKBラジオのラジオドラマ『空想労働シリーズ サラリーマン』とのコラボレーション動画。RKBのライブラリに残されていた52年前（1971年）のパイロット・フィルムという体裁で、出演：冨士原圭希（RKBアナウンサー）、別府あゆみ、ナレーション：福島で制作された。

#### ミュージックビデオ
- ヒグチアイ『大航海』（2024年1月24日リリースのアルバム『未成線上』への収録曲）
  - 司会と進行を任されていた「満堂フェスin日本武道館」（詳細前述）の舞台裏を映像に収めたドキュメンタリー作品でもあることから、「かつてはヒグチのアルバイト仲間だった」という錦笑亭満堂と揃って「出演」。『ヤングタウン日曜日』では、「A面」のパーソナリティである笑福亭鶴瓶がヒグチのファンであることを背景に、「A面」でも（福島が満堂のアシスタントを務める）「B面」でもヒグチをゲストに迎えたことがある[60]。

## プロデュース楽曲
- 関岡香『法話が届くお年頃』（2022年9月21日配信開始、作詞：福島暢啓、作曲：入谷諒、レーベル：ミリカ・ミュージック）
  - 『福島のぶひろの、金曜でいいんじゃない?』内の企画で生まれた配信限定シングルで、作詞を含めたプロデュースを担当。関岡は福島の上司（制作の時点で58歳）ながら、「日本初のおつとめ系アイドル」と銘打って、この曲で「アイドル（歌手）デビュー」を果たした。

- 関岡香『夢洲ブルース』（作詞：福島暢啓、作曲：西寄ひがし）　
  - 『福島のぶひろのいんじゃない？』内のご当地ソングプロジェクト。大阪万博会場である夢洲を舞台にしたご当地ソング。歌唱レクチャーは水森かおり。

## 連載コラム
- 『&Premium』（マガジンハウス） - 「よそさんの京都」（2023年発売の6・7・9月号に掲載）
  - 「よそさん」（京都府以外の出身者）ながら大学・大学院生時代を「京都」で過ごしていたことや、過去に数回取材を受けていたことを背景に執筆。

## エッセイ
いずれも、（所属局名無しの）「アナウンサー」という肩書で執筆。
- 『図書』（岩波書店） - 「愛しの『国語辞典』様」（2019年12月号）
- 『暮しの手帖』（暮しの手帖社） - 「随筆　筆者と呼ばれて」（2024年6 - 7月号）